# Greta Koçi
Greta Koçi est une chanteuse pop albanaise née le 26 septembre 1991 à Kuçovë, une ville industrielle d'Albanie. Greta saisit des éléments du turbo folk dans ses chansons. À l'âge de 12 ans, elle gagna le premier prix du meilleur interprète dans une émission en direct organisée par Radio Tirana. À 13 ans, elle commença une coopération avec succès avec le chanteur Erjon Korini avec la chanson Kush ka faj. En 2005, Greta a participé au Festival Kënga Magjike 2005 avec la chanson Kam mall. Ces deux chansons citées étaient les hits du moment en Albanie. Greta a également gagné le premier prix au Festival Mikrofoni i artë avec la chanson Foli djalit, le 7 octobre 2006. Le 6 décembre 2006, Greta a sorti son premier album, Mos shiko tjeter, sous le label de la maison de disques Eurostar. Du 21 au 23 décembre 2006, elle participa au 45e Festival national de la chanson à Radiotelevision (toujours en Albanie) avec la chanson Eja zemër. Le 9 mars 2007, la chanson de Greta, Kercim dashurie fut publiée dans une compilation avec les meilleurs chanteurs comme Beyoncé, Roxette, aux États-Unis. Cette compilation est distribuée dans toutes les stations radio sous les droits exclusifs de Radio Ventura. Le 27 mai 2007, Greta a gagné le premier prix de Top Fest 4, un concours de chanson national (en Albanie), avec la chanson Sa më lodhe.
Greta Koçi vit et travaille à Tirana. Greta a une sœur, Eni Koçi, également chanteuse.
Greta a fait partie des finalistes lors de la sélection des chanteurs dont le gagnant devait représenter l'Albanie au concours Eurovision de la chanson 2007. Sur les 15 candidats, Greta sortit cinquième, et les lauréats furent Aida et Frederik Ndoci.

## Discographie
Album
- 2007 : Mos shiko tjeter